# The Walking Dead (2.ª temporada)
A segunda temporada de The Walking Dead, uma série de televisão pós-apocalíptica de terror produzida pela AMC que estreou nos Estados Unidos em 16 de outubro de 2011 e terminou em 18 de março de 2012, consistindo em 13 episódios. Desenvolvida para a televisão por Frank Darabont, a série é baseada na série de quadrinhos homônima de Robert Kirkman, Tony Moore e Charlie Adlard. Os produtores executivos são Darabont, Kirkman, Glen Mazzara, David Alpert e Gale Anne Hurd, com Mazzara assumindo o papel de showrunner após a saída de Darabont da série.
A temporada foi bem recebida pela crítica. Ela ganhou o prêmio de Melhor Apresentação de Televisão no 38º Saturn Awards e Maquiagem Protética Excepcional para uma Série, Minissérie, Filme ou Especial no 64º Primetime Creative Arts Emmy Awards. O final da temporada foi visto por 9 milhões de telespectadores, tornando-se o episódio com maior audiência da série até aquele ponto e o episódio mais visto de uma série original da AMC na história, até a estreia da terceira temporada da série, que foi assistido por 10,9 milhões de telespectadores.
Esta temporada adapta o material das edições 7–12 da série de quadrinhos e apresenta os notáveis personagens Hershel Greene (Scott Wilson) e sua filha, Maggie (Lauren Cohan). Principalmente ambientado na fazenda da Familia Greene, após a fuga e destruição do CCD, a temporada continua a história de Rick Grimes (Andrew Lincoln) e seu grupo de sobreviventes enquanto eles continuam a sobreviver em um mundo pós-apocalíptico dominado por comedores de carne zumbis, apelidados de "walkers". Depois de deixar Atlanta, Rick e o grupo são parados na rodovia por uma ameaça diferente de tudo que eles já viram antes. Enquanto procuram por um desaparecido, o grupo acaba descobrindo uma fazenda isolada, onde surgem tensões entre os membros do grupo principal e os misteriosos e ignorantes habitantes da fazenda, cujos segredos e motivos não são claros. No meio dos eventos, Rick e os outros tentam restaurar a ordem após uma terrível descoberta quando as diferenças começam a surgir abertamente entre Rick e Shane Walsh (Jon Bernthal).

## Elenco e personagens

Os personagens principais da segunda temporada incluem (da esquerda para a direita): Rick, Sophia, Carol, Lori, Carl, T-Dog, Glenn, Andrea, Dale, Daryl e Shane

### Elenco principal
A segunda temporada apresenta oito atores recebendo faturamento de créditos de abertura, todos voltando da primeira temporada; sete são listados como membros do elenco principal na primeira temporada, enquanto Norman Reedus e Melissa McBride foram promovidos do status recorrente. Enquanto McBride é creditada como "Também estrelando", ela é uma regular na série.

#### Estrelando
- Andrew Lincoln como Rick Grimes, o protagonista da série e ex-vice-xerife do condado de King, Geórgia. Ele é o marido de Lori e pai de Carl. Rick assumiu a liderança de Shane depois que suas ações quase os mataram na temporada anterior.
- Jon Bernthal como Shane Walsh, amigo próximo de Rick e ex-assistente de xerife. Ele teve um caso amoroso com Lori na temporada anterior, acreditando que Rick havia morrido, o que se transformou em ciúme de Rick, formando uma rivalidade intensa. Shane também é o principal antagonista da temporada.
- Sarah Wayne Callies como Lori Grimes, a esposa emocionalmente frágil de Rick e mãe de Carl. Ela teve um caso amoroso com Shane na temporada anterior, o que colocou ela e Shane em desacordo.
- Laurie Holden como Andrea, uma ex-advogada dos direitos civis, que formou um vínculo estreito com Dale. Ela lida com tendências suicidas após a perda de sua irmã Amy, tentando contribuir mais para a segurança do grupo ao se tornar uma atiradora de elite.
- Jeffrey DeMunn como Dale Horvath, um membro mais velho do grupo, dono do trailer com o qual o grupo viaja. Muitas vezes ele é a voz da razão e formou uma atitude protetora sobre Andrea. Dale se torna um mentor do grupo, especialmente de Rick e Glenn, e também é um bom amigo de T-Dog.
- Steven Yeun como Glenn Rhee, um ex-entregador de pizza, que salvou a vida de Rick na temporada anterior. Ele é um membro integral do grupo e faz muitas entregas para eles. Glenn se preocupa muito com o grupo principal de sobreviventes.
- Chandler Riggs como Carl Grimes, filho de Rick e Lori, cuja inocência decaiu lentamente devido à brutalidade do mundo ao seu redor, até mesmo querendo usar uma arma de fogo.
- Norman Reedus como Daryl Dixon, um redneck sulista parecido com um anti-herói, o caçador do grupo e rastreador especialista. Ele é menos amigável com o grupo e mantém uma fachada descuidada, mas é razoável o suficiente para lutar ao lado deles quando necessário e é o mais ativo do grupo na busca por Sophia.

#### Também estrelando
- Melissa McBride como Carol Peletier, uma ex-vítima de violência doméstica, que encontrou novas forças após a morte de seu marido violento, Ed.

### Elenco de apoio
- IronE Singleton como Theodore "T-Dog" Douglas, um membro do grupo e um homem de honra, dever e boas intenções, que se sente pouco valorizado e tenta contribuir o máximo possível. Ele também tem uma forte amizade com Dale.
- Lauren Cohan como Maggie Greene, a filha mais velha de Hershel, que é obstinada e determinada, mas ligeiramente teimosa. Maggie é, como seu pai, ignorante sobre o que são os walkers.
- Emily Kinney como Beth Greene, filha mais nova de Hershel e meia-irmã de Maggie. Ela é tímida, de fala mansa e compassiva, mas não tem a força de vontade de sua irmã.
- Scott Wilson como Hershel Greene, um veterinário e fazendeiro religioso, que está cego por sua própria recusa em aceitar o novo estado do mundo, acreditando que os walkers estão apenas doentes.
- Jane McNeill como Patricia, a esposa tranquila de Otis e assistente médica de Hershel.
- James Allen McCune como Jimmy, o namorado protetor e prestativo de Beth.
- Madison Lintz como Sophia Peletier, filha de Carol e melhor amiga de Carl.

### Elenco convidado
- Michael Zegen como Randall Culver, um adolescente que Rick, Glenn e Hershel encontram como parte de outro grupo.
- Pruitt Taylor Vince como Otis, o ajudante do rancho de Hershel e marido de Patricia.
- Adam Minarovich como Ed Peletier, o falecido marido abusivo de Carol; visto em uma sequência de flashback.
- Michael Raymond-James como Dave, um membro do grupo de Randall, que se depara com Rick, Glenn e Hershel.
- Michael Rooker como Merle Dixon, o violento e irracional irmão mais velho de Daryl, que desapareceu na primeira temporada; visto na alucinação de Daryl.

## Episódios
| N.º na série | N.º na temp. | Título                                                      | Dirigido por                           | Escrito por                    | Exibição original       | Audiência (milhões) |
| --- | ------------ | ----------------------------------------------------------- | -------------------------------------- | ------------------------------ | ----------------------- | ------------------- |
| 7 | 1            | "What Lies Ahead" "(O Que Vem a Seguir)" (BR)               | Ernest Dickerson Gwyneth Horder-Payton | Ardeth Bey e Robert Kirkman    | 16 de outubro de 2011   | 7.26                |
| Enquanto viajam para Fort Benning, os sobreviventes são forçados a se esconder entre vários veículos abandonados quando uma horda de zumbis passa. Sophia, filha de Carol, é perseguida por dois zumbis antes de serem mortos por Rick. Enquanto procuram por Sophia, Carl é acidentalmente baleado. |              |                                                             |                                        |                                |                         |                     |
| 8 | 2            | "Bloodletting" "(Sangria)" (BR)                             | Ernest Dickerson                       | Glen Mazzara                   | 23 de outubro de 2011   | 6.70                |
| Otis, o caçador que acidentalmente atirou em Carl, ajuda Rick a levá-lo para a propriedade rural do veterinário Hershel Greene, que estabiliza Carl, mas precisa de mais suprimentos médicos para curá-lo. Shane e Otis saem para uma escola infestada de zumbis para encontrar suprimentos. Eles conseguem, mas são pegos e atacados pela horda. |              |                                                             |                                        |                                |                         |                     |
| 9 | 3            | "Save the Last One" "(Guarda a Última)" (BR)                | Phil Abraham                           | Scott M. Gimple                | 30 de outubro de 2011   | 6.10                |
| Shane consegue escapar com os suprimentos ao atirar na perna de Otis, fazendo com que ele seja devorado pela horda; quando ele retorna à fazenda, Shane mente que Otis se sacrificou. Daryl continua a busca por Sophia, enquanto os outros sobreviventes começam a chegar à fazenda. |              |                                                             |                                        |                                |                         |                     |
| 10 | 4            | "Cherokee Rose" "(Rosa Cherokee)" (BR)                      | Billy Gierhart                         | Evan Reilly                    | 6 de novembro de 2011   | 6.29                |
| Com a cirurgia de Hershel em Carl bem-sucedida, Hershel diz a Rick que seu grupo deve deixar sua fazenda assim que Sophia for encontrada, mas Rick o convence a permitir que eles fiquem se seguirem as regras de Hershel. Os sobreviventes tentam remover um zumbi do poço da fazenda. Glenn e a filha de Hershel, Maggie, iniciam um relacionamento romântico, enquanto Lori descobre que está grávida. |              |                                                             |                                        |                                |                         |                     |
| 11 | 5            | "Chupacabra" "(Chupa-cabra)" (BR)                           | Guy Ferland                            | David Leslie Johnson           | 13 de novembro de 2011  | 6.12                |
| Daryl continua a busca por Sophia, apesar de Rick e Shane discutirem se é inútil, e Hershel fica cada vez mais inquieto com a presença do grupo. Enquanto o relacionamento entre Glenn e Maggie continua em segredo, Glenn oferece-se para encontrar Maggie dentro do celeiro, e Maggie chega tarde demais para impedi-lo de descobrir que o celeiro está cheio de zumbis. |              |                                                             |                                        |                                |                         |                     |
| 12 | 6            | "Secrets" "(Segredos)" (BR)                                 | David Boyd                             | Angela Kang                    | 20 de novembro de 2011  | 6.08                |
| Glenn conta a Dale sobre os zumbis, e juntos se aproximam discretamente de Hershel, que explica que os zumbis são seus amigos e familiares, e acredita que eles estão doentes e podem ser curados futuramente. Rick descobre que Lori está grávida, e as tensões aumentam entre Rick e Shane pelo que aconteceu com Lori enquanto Rick estava em coma. |              |                                                             |                                        |                                |                         |                     |
| 13 | 7            | "Pretty Much Dead Already" "(Praticamente Morta)" (BR)      | Michelle MacLaren                      | Scott M. Gimple                | 27 de novembro de 2011  | 6.62                |
| Glenn revela a presença dos zumbis no celeiro ao resto do grupo, e Rick confronta Hershel sobre isso. Hershel diz a Rick que seu grupo só pode ficar se prometerem não matar nenhum zumbi, e leva Rick para demonstrar como capturá-los. Quando voltam, Shane fica enfurecido e libera os trincos do celeiro, deixando os zumbis saírem aos poucos, e o grupo é forçado a matá-los. Um último zumbi aparece: Sophia. Rick é forçado a atirar em sua cabeça, deixando uma Carol aos prantos. |              |                                                             |                                        |                                |                         |                     |
| 14 | 8            | "Nebraska" "(Nebrasca)" (BR)                                | Clark Johnson                          | Evan Reilly                    | 12 de fevereiro de 2012 | 8.10                |
| Hershel exige que o grupo de Rick saia imediatamente. O grupo fica abalado com a perda de Sophia e eles a enterram junto com familiares de Hershel, que desaparece; Rick e Glenn o encontram bebendo em um bar próximo à cidade. Depois de convencerem Hershel a parar de beber, eles se preparam para retornar à fazenda quando são confrontados por dois homens, Dave e Tony, que querem saber sobre a localidade do grupo. Descobrindo seu real motivo, Rick os mata antes que eles ataquem os três. |              |                                                             |                                        |                                |                         |                     |
| 15 | 9            | "Triggerfinger" "(Dedo Leve no Gatilho)" (BR)               | Billy Gierhart                         | David Leslie Johnson           | 19 de fevereiro de 2012 | 6.89                |
| Três outros homens chegam ao bar para investigar os tiros, e Rick, Glenn e Hershel tentam escapar furtivamente. Suas atividades atraíram zumbis para a cidade e, na pressa de escapar, um dos três homens, Randall, tem a perna empalada em uma cerca. Rick não consegue deixá-lo para trás e ajuda a libertá-lo, levando-o de volta à fazenda. Os outros sobreviventes na fazenda começam a perceber que Shane está ficando mais desequilibrado. |              |                                                             |                                        |                                |                         |                     |
| 16 | 10           | "18 Miles Out" "(18 Quilômetros)" (BR)                      | Ernest Dickerson                       | Scott M. Gimple & Glen Mazzara | 26 de fevereiro de 2012 | 7.04                |
| Rick e Shane levam Randall, que se recuperou, vários quilômetros longe da fazenda com a intenção de abandoná-lo sem conhecimento da localização da fazenda, mas ao chegar lá, eles têm uma discussão, que se torna física, não apenas sobre o que fazer com Randall, mas também sobre a fissura entre o liderança de Rick e Shane no grupo. Quando a briga atrai um grupo de zumbis presos numa escola, eles são forçados a levar Randall de volta à fazenda. Enquanto isso, a filha de Hershel, Beth, tenta suicídio enquanto está sob os cuidados de Andrea, mas é salva por Maggie e Lori. |              |                                                             |                                        |                                |                         |                     |
| 17 | 11           | "Judge, Jury, Executioner" "(Juiz, Júri, Executor)" (BR)    | Greg Nicotero                          | Angela Kang                    | 4 de março de 2012      | 6.77                |
| Randall é mantido sob custódia, e eles descobrem que seu grupo seria perigoso para levar para a fazenda e que deixar Randall vivo para revelar a localização do lugar seria um risco. Dale tenta acalmar as tensões lembrando a todos sobre sua humanidade e avisando que o grupo está dividido. Carl tenta matar um zumbi na floresta, mas foge assustado. Shane, Rick e Daryl levam Randall para o celeiro para executá-lo, mas Rick para quando vê que Carl está observando. Mais tarde, enquanto Dale passeia nos arredores da fazenda, ele é mortalmente ferido pelo zumbi que Carl não conseguiu matar. Daryl mata o zumbi antes de matar Dale por misericórdia. |              |                                                             |                                        |                                |                         |                     |
| 18 | 12           | "Better Angels" "(Melhores Anjos)" (BR)                     | Guy Ferland                            | Evan Reilly & Glen Mazzara     | 11 de março de 2012     | 6.89                |
| Enquanto Dale é enterrado, seu conselho para o grupo pesa sobre Rick, e ele decide poupar a vida de Randall. No entanto, Shane secretamente leva Randall para a floresta e o mata, depois retorna e afirma que Randall escapou. O grupo o procura, e Daryl e Glenn encontram um Randall transformado e, depois de matá-lo, eles investigam e concluem que Shane o matou. Enquanto isso, Shane aproveita a oportunidade para confrontar Rick com uma arma na mão com a intenção de matá-lo. Rick, depois de tentar sem sucesso acalmar Shane, é forçado a esfaqueá-lo até a morte, sem saber que Carl está observando nas proximidades. Carl aponta sua arma para Rick, mas usa para atirar em Shane, que se transformou em um zumbi. Os tiros atraem um bando de zumbis para a fazenda. |              |                                                             |                                        |                                |                         |                     |
| 19 | 13           | "Beside the Dying Fire" "(Ao Lado do Fogo Agonizante)" (BR) | Ernest Dickerson                       | Robert Kirkman & Glen Mazzara  | 18 de março de 2012     | 8.99                |
| A fazenda de Hershel é invadida pelos zumbis e sobrecarrega os sobreviventes, forçando-os a abandoná-la, levando Hershel, Maggie e Beth com eles. Depois de se reagruparem, Rick é forçado a contar-lhes o que o Dr. Edwin Jenner lhe disse; eles estão todos infectados e se transformarão automaticamente após a morte, independentemente de como morram. Ele assume o comando do grupo para encontrar um refúgio seguro. Andrea é separada dos outros durante a evacuação da fazenda, mas é encontrada por uma pessoa misteriosa empunhando uma katana. |              |                                                             |                                        |                                |                         |                     |

## Produção

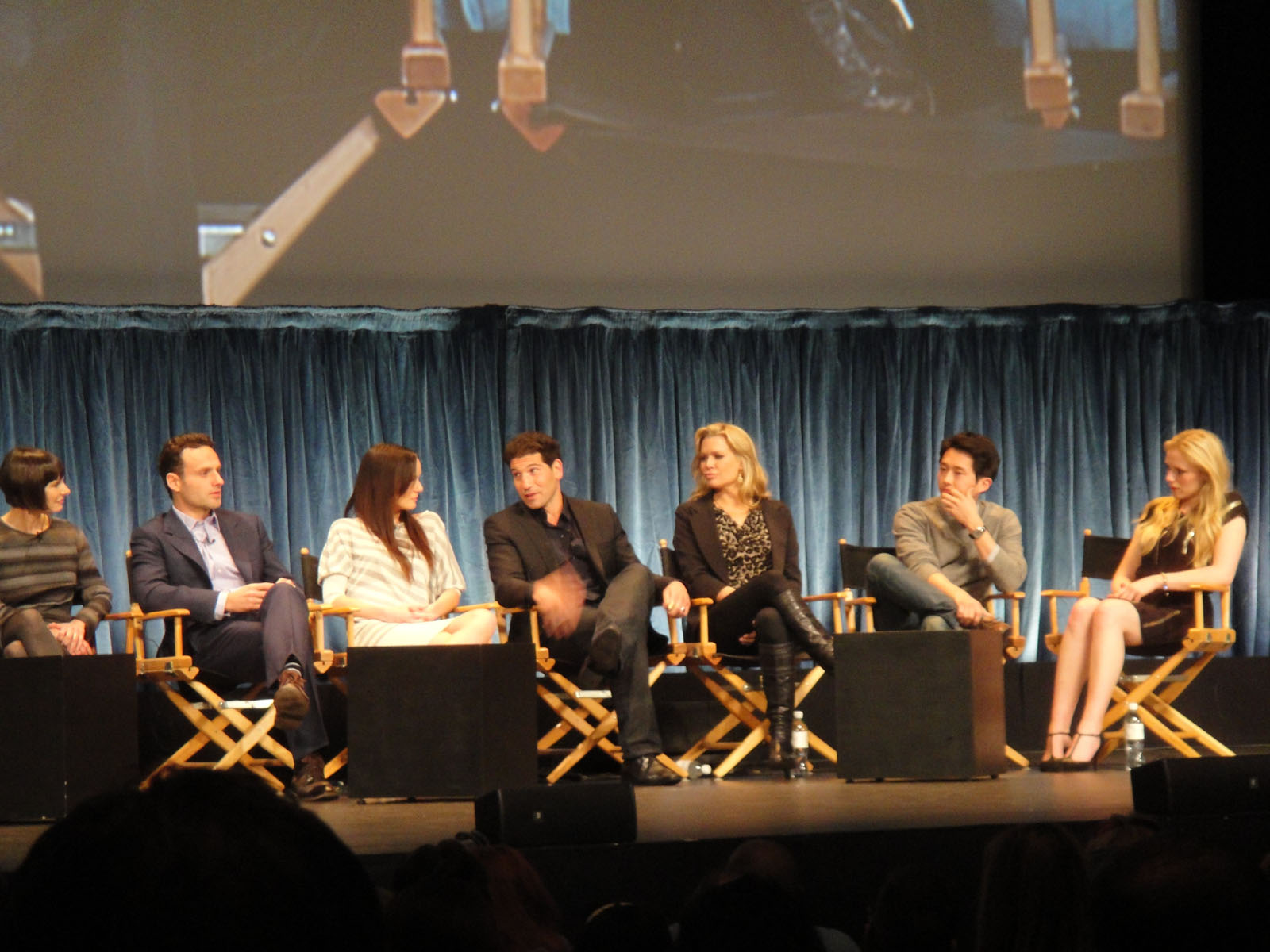
O elenco e a equipe de The Walking Dead no PaleyFest em 2011; (da esquerda para a direita): a produtora executiva Gale Anne Hurd, Andrew Lincoln (Rick Grimes), Sarah Wayne Callies (Lori Grimes), Jon Bernthal (Shane Walsh), Laurie Holden (Andrea), Steven Yeun (Glenn Rhee) e Emma Bell (Amy)

Depois que a primeira temporada foi ao ar, o Deadline Hollywood informou que o desenvolvedor da série e showrunner Frank Darabont havia demitido toda a equipe de roteiristas e planejava usar apenas escritores freelance para a segunda temporada. Isso acabou não sendo totalmente preciso, e Robert Kirkman foi citado dizendo que as mudanças na equipe de roteiristas não afetariam a produção do programa. Em fevereiro de 2011, foi anunciado que Glen Mazzara, que havia escrito o episódio da primeira temporada "Wildfire", havia sido contratado novamente como escritor/produtor executivo para a segunda temporada e reuniria uma equipe de mais cinco escritores.
No C2E2, os membros do elenco confirmaram que a segunda temporada começaria a ser filmada em 1º de junho de 2011, e que Darabont escreveria o episódio de estreia da temporada. No mesmo evento, membros do elenco especularam que o aclamado autor e colaborador de longa data de Darabont, Stephen King, poderia escrever um episódio. Kirkman confirmou mais tarde que, junto com ele, Darabont e Mazzara, a equipe de roteiristas será composta por Scott M. Gimple, Evan Reilly, Angela Kang e um escritor freelance, David Leslie Johnson. Quatro atores se juntaram ao elenco como novos personagens para a segunda temporada – Scott Wilson como Hershel Greene, Lauren Cohan como sua filha Maggie Greene, Pruitt Taylor Vince como o ajudante de rancho de Hershel, Otis, e Michael Zegen como Randall.
Uma prévia da segunda temporada foi mostrada durante a estreia da quarta temporada de Breaking Bad em 17 de julho de 2011. E um trailer completo foi lançado para promover a segunda temporada na San Diego Comic-Con em 22 de julho de 2011.
Em julho de 2011, o Deadline Hollywood informou que Darabont renunciou ao cargo de showrunner da série, em meio a rumores de que ele não conseguiu se ajustar ao cronograma de execução de uma série de televisão. O produtor executivo Glen Mazzara sucedeu Darabont como showrunner da série. A saída repentina de Darabont provocou ainda mais controvérsia em agosto, quando o The Hollywood Reporter divulgou uma história revelando que Darabont havia de fato sido demitido devido a problemas de orçamento reduzido do programa e um relacionamento tenso com os executivos da AMC.
A estreia foi ao ar em um intervalo de tempo estendido de 90 minutos, semelhante ao episódio piloto. Depois que os primeiros sete episódios foram ao ar, a série entrou em hiato e retornou em 12 de fevereiro de 2012, com os seis episódios finais da temporada sendo exibidos até sua conclusão em 18 de março de 2012.

### Webisódios
Torn Apart, uma websérie de seis partes, estreou em 3 de outubro de 2011 no site oficial da AMC. A websérie é dirigida pelo maquiador de efeitos especiais e co-produtor executivo Greg Nicotero e conta a história de origem de Hannah, também conhecida como "Garota da Bicicleta", a zumbi que Rick Grimes matou no episódio piloto.

### Talking Dead
Após a apresentação da estreia da segunda temporada em 16 de outubro de 2011, um programa pós-série ao vivo intitulado Talking Dead, apresentado por Chris Hardwick, estreou. A série vai ao ar após apresentações de The Walking Dead nas noites de domingo. Apresenta o apresentador Chris Hardwick discutindo o último episódio com fãs, atores e produtores do programa.

## Recepção

### Resposta da crítica
A segunda temporada de The Walking Dead recebeu críticas positivas dos críticos. No Metacritic, a temporada tem uma pontuação de 80 em 100, indicando "críticas geralmente favoráveis", com base em 22 críticos. No Rotten Tomatoes, a temporada detém 80% com uma classificação média de 8.05 em 10, com base em 203 avaliações. O consenso crítico do site diz: “A segunda temporada de The Walking Dead desenvolve os personagens, mantendo a tensão e o sangue extenuantes que fizeram do programa um sucesso”. Linda Stasi, do New York Post, escreveu: "Você ficará feliz em saber que pelo menos nos dois primeiros episódios ... o programa está melhor do que nunca - o que pareceria impossível". Robert Bianco, do USA Today, também elogiou a direção na qual a segunda temporada estava indo, afirmando que o programa oferece "tensão de ponta da cadeira" e também observando que "o que separa esta bela série de programas semelhantes é a honestidade de suas interações humanas".
Por outro lado, alguns críticos ficaram menos entusiasmados no meio da segunda temporada, incluindo Ken Tucker, da Entertainment Weekly, que descreveu a temporada como "uma novela noturna com aparições ocasionais de monstros cameo falecidos, mas em movimento, apodrecendo e comendo carne", acrescentando que "não tinha sido suficientemente dramático" ou tinha uma "tendência ... a estragar situações verdadeiramente dramáticas". Nate Rawlings, da revista Time criticou o ritmo da temporada, escrevendo: "A primeira metade desta temporada foi brutalmente lenta". Após o final da temporada, Scott Wampler do Collider descreveu a segunda metade da temporada como "muito mais intensa, mais interessante, melhor escrita", apesar de "pisar muito na água" na primeira metade. Kevin Yeoman da Screen Rant enfatizou ainda mais este ponto, escrevendo: "Foi com a última metade da segunda temporada - sem dúvida os últimos quatro episódios - onde os escritores conseguiram se libertar da monotonia intermitente provocada pela natureza serial do programa."
| - 2ª temporada (2011–12): Porcentagem de avaliações positivas rastreadas pelo site Rotten Tomatoes | |
| | Esta página contém um gráfico que utiliza a extensão <graph>. A extensão está temporariamente indisponível e será reativada quando possível. Para mais informações, consulte o ticket T334940. |

### Premiações
A segunda temporada de The Walking Dead recebeu três indicações para o 64º Primetime Creative Arts Emmy Awards, ganhando Melhor Maquiagem Protética para Série, Minissérie, Filme ou Especial (pelo episódio "What Lies Ahead"), e recebeu indicações para Melhor Edição de Som para Série e Melhores Efeitos Visuais Especiais (ambos para o episódio "Beside the Dying Fire"). A temporada também ganhou Melhor Apresentação de Televisão, pelo segundo ano consecutivo, no 38º Saturn Awards, enquanto Norman Reedus foi indicado para Melhor Ator Coadjuvante na Televisão. Além disso, a segunda metade da temporada foi indicada para Melhor Elenco de Dublês numa Série de Televisão no 19º Screen Actors Guild Awards.

### Audiência
Em 16 de outubro de 2011, a estreia da segunda temporada estabeleceu um novo recorde de 7,3 milhões de espectadores. O episódio também estabeleceu novos recordes para o maior número de espectadores na demografia 18-49 e 25-54, com 4,8 milhões e 4,2 milhões de espectadores, respectivamente, tornando-se o episódio mais assistido de um drama na história da televisão a cabo básica nessas medidas. A transmissão original e as duas apresentações subsequentes do episódio atraíram um total coletivo de 11 milhões de espectadores. Em 12 de fevereiro de 2012, a estreia no meio da temporada do programa bateu seu recorde anterior ao atingir 8,1 milhões de espectadores, 5,4 milhões no grupo demográfico de 18 a 49 anos, apesar de ter sido exibido ao mesmo tempo que o segundo Grammy mais assistido da história. A série mais uma vez bateu seu próprio recorde com a exibição do final da segunda temporada em 18 de março de 2012, que recebeu 9 milhões de espectadores.
| №  | Título                     | Exibição original       | Rating/share (18–49) | Audiência (em milhões) |
| -- | -------------------------- | ----------------------- | -------------------- | ---------------------- |
| 1  | "What Lies Ahead"          | 16 de outubro de 2011   | 3.8                  | 7.26                   |
| 2  | "Bloodletting"             | 23 de outubro de 2011   | 3.6                  | 6.70                   |
| 3  | "Save the Last One"        | 30 de outubro de 2011   | 3.1                  | 6.10                   |
| 4  | "Cherokee Rose"            | 6 de novembro de 2011   | 3.4                  | 6.29                   |
| 5  | "Chupacabra"               | 13 de novembro de 2011  | 3.2                  | 6.12                   |
| 6  | "Secrets"                  | 20 de novembro de 2011  | 3.1                  | 6.08                   |
| 7  | "Pretty Much Dead Already" | 27 de novembro de 2011  | 3.5                  | 6.62                   |
| 8  | "Nebraska"                 | 12 de fevereiro de 2012 | 4.2                  | 8.10                   |
| 9  | "Triggerfinger"            | 19 de fevereiro de 2012 | 3.6                  | 6.89                   |
| 10 | "18 Miles Out"             | 26 de fevereiro de 2012 | 3.8                  | 7.04                   |
| 11 | "Judge, Jury, Executioner" | 4 de março de 2012      | 3.5                  | 6.77                   |
| 12 | "Better Angels"            | 11 de março de 2012     | 3.6                  | 6.89                   |
| 13 | "Beside the Dying Fire"    | 18 de março de 2012     | 4.7                  | 8.99                   |